# سیارک ۴۷۵۴
سیارک ۴۷۵۴ (به انگلیسی: 4754 Panthoos، نامگذاری:5010T-3) چهار هزار و هفتصد و پنجاه و چهارمین سیارک کشف شده‌است که در ۱۶ اکتبر ۱۹۷۷ کشف شد.
قدر مطلق سیارک برابر ۱۰٫۱۰ است.